# Can Pijaume
Can Pijaume, o Can Pi, és una obra de Riells i Viabrea (Selva) inclosa a l'Inventari del Patrimoni Arquitectònic de Catalunya. Està situat al costat de la carretera i prop de la riera de Breda. En el límit del terme municipal.

## Descripció
És un edifici de planta rectangular, planta baixa i pis, amb coberta d'una sola vessant amb caiguda a la façana. Totes les obertures de la planta baixa són d'arc rebaixat, amb reixa de protecció les que són finestres, i les del pis superior rectangulars simples. El parament de la façana és arrebossat i pintat de blanc en superfície, mentre que els marcs de les obertures i els dos frisos de divisió del pis s'han pintat de groc.
L'interior ha estat totalment reformat per adaptar-lo al nou ús de restaurant conservant una decoració i elements de caràcter rústic.
L'edifici principal té diverses construccions adossades d'ampliació per la part del darrere i al costat dret. A la part del davant s'hi ha construït una nau de grans dimensions que és el menjador destinat a les celebracions.

## Història
El 1736, amb data de 23 de març, es fa escriptura de compravenda a favor del senyor Pijaume de la propietat situada al marge esquerre de la riera.
L'any 1983 la propietària, Dolors Busquets i Baylina, va arrendar la masia per convertir-la en restaurant. Un any més tard es va inaugurar i actualment segueix en funcionament.